# Laurel (Virginia)
Laurel település az Amerikai Egyesült Államok Virginia államában, Henrico megyében, melynek megyeszékhelye is. Lakosainak száma 17 769 fő (2020. április 1.).

## Népesség
A település népességének változása:

| 2010 | 16 713 |
| 2020 | 17 769 |